# ريناتو مارتينو
ريناتو مارتينو (بالإيطالية: Renato Raffaele Martino)‏ هو كردينال كاثوليكي ودبلوماسي إيطالي، ولد في 23 نوفمبر 1932 في ساليرنو في إيطاليا.